# Liga Colombiana de Fútbol Sala 2023-I
La Liga Colombiana de Fútbol Sala llamada por motivos de patrocinio como Liga BetPlay de Fútsal 2023-I fue la vigesimoprimera versión de la Liga Colombiana de Fútbol Sala que se inició el día 24 de marzo de 2023 y finalizó el 30 de julio de 2023.

## Sistema de juego
El campeonato se jugará en cinco (5) fases:
- I Fase (Fase de grupos): Se jugará por el sistema de todos contra todos, con la particularidad que en la Liga BetPlay Fútsal FCF I-2023 se disputarán los encuentros de ida y en la Fase I (Grupos) de Liga BetPlay Fútsal FCF II-2023 se jugarán los partidos de vuelta.
- II Fase (Octavos de final): A los octavos de final avanzarán los 4 primeros equipos de cada grupo. Los enfrentamientos se darán en un ordenamiento de acuerdo a la tabla de reclasificación de la I Fase y se jugarán partidos de ida y vuelta.
- III Fase (Cuartos de final): A los cuartos de final avanzarán los 8 equipos ganadores de las llaves de octavos. Los partidos de igual manera se disputarán a ida y vuelta.
- IV Fase (Semifinal): A las semifinales avanzarán los 4 equipos ganadores de las llaves de cuartos. Los partidos de igual manera se disputarán a ida y vuelta.
- V Fase (Final): A la gran final avanzarán los 2 equipos ganadores de las llaves de semifinales. Los partidos de igual manera se disputarán a ida y vuelta.

## Novedades
Inter Soacha se retiró tan solo un día antes de su debut, dejando el torneo con 31 equipos. aunque posteriormente fue reemplazado por CORPRODEP Mosquera. Además de la salida del quinteto soachuno, en el Grupo A ingresa Oriente Cúcuta por Ciamen, en el Grupo B sale Saeta FSC por Alianza Tolima y en el Grupo C regresa Real Bucaramanga por UTS.

## Equipos participantes
| Equipo                   | Departamento              | Ciudad               | Coliseo                                        |
| ------------------------ | ------------------------- | -------------------- | ---------------------------------------------- |
| Academia Central Cajicá  | Cundinamarca              | Cajicá               | Coliseo Fortaleza de Piedra                    |
| Alianza Tolima           | Tolima                    | Venadillo            | Coliseo Central de Venadillo                   |
| Atl. Cauca               | Cauca                     | Popayán              | Complejo Deportivo Popayán                     |
| Atl. Santander           | Santander                 | Bucaramanga          | Coliseo Bicentenario                           |
| Baby Soccer              | Tolima                    | Chaparral            | Coliseo Mayor de Chaparral                     |
| Barranquilla FC          | Atlántico                 | Barranquilla         | Coliseo Sugar Baby Rojas                       |
| Barranquilleros          | Atlántico                 | Barranquilla         | Coliseo Sugar Baby Rojas                       |
| Buenaventura Fútsal      | Valle del Cauca           | Buenaventura         | Coliseo Roberto Lozano Batalla                 |
| CORPRODEP Mosquera       | Cundinamarca              | Mosquera             | Coliseo Municipal de Mosquera                  |
| D'Martín                 | Cundinamarca              | Madrid               | Coliseo Cubierto de Madrid                     |
| Deportivo Meta H&H       | Meta                      | Villavicencio        | Coliseo UNILLANOS Barcelona                    |
| Deportivo Sanpas         | Boyacá                    | Tunja                | Coliseo IRDET                                  |
| El Carmen de Viboral     | Antioquia                 | El Carmen de Viboral | Coliseo de El Carmen de Viboral                |
| Es Fútsal                | Risaralda Valle del Cauca | Dosquebradas Cartago | Coliseo de Dosquebradas Coliseo Óscar Figueroa |
| Estrellas del Deporte    | Norte de Santander        | Cúcuta               | Coliseo Toto Hernández Coliseo UFPS            |
| Fund. Inter de Cartagena | Bolívar                   | Cartagena de Indias  | Coliseo Rocky Valdez                           |
| Fútsal Rionegro          | Antioquia                 | Rionegro             | Coliseo Iván Ramiro Córdoba                    |
| Gremio Samario           | Magdalena                 | Santa Marta          | Coliseo Mayor de Santa Marta                   |
| ICSIN                    | Valle del Cauca           | Yumbo                | Coliseo Carlos Alberto Bejarano                |
| Ind. Barranquilla        | Atlántico                 | Barranquilla         | Coliseo Sugar Baby Rojas                       |
| Leones de Nariño         | Nariño                    | Pasto                | Coliseo Sergio Antonio Ruano                   |
| Leones FC                | Antioquia                 | Itagüí               | Coliseo El Cubo de Itagüí                      |
| Lyon de Cali             | Valle del Cauca           | Cali                 | Coliseo Mariano Ramos                          |
| Oriente Cúcuta           | Norte de Santander        | Cúcuta Pamplona      | Coliseo Toto Hernández Coliseo Chepe Acero     |
| Real Antioquia           | Antioquia                 | Apartadó             | Coliseo Antonio Roldán                         |
| Real Bucaramanga         | Santander                 | Bucaramanga          | Coliseo Bicentenario Coliseo UNAB              |
| Sabaneros                | Sucre                     | Sincelejo            | Polideportivo de Las Delicias                  |
| Sport Team Club          | Bogotá                    | Bogotá               | Coliseo Cayetano Cañizares Coliseo CEFE Tunal  |
| Tigres del Quindío       | Quindío                   | Circasia             | Coliseo Municipal de Circasia                  |
| U. de Manizales          | Caldas                    | Palestina            | Coliseo Municipal de Palestina                 |
| U. Sergio Arboleda       | Bogotá                    | Bogotá               | Coliseo Cayetano Cañizares                     |
| Utrahuilca               | Huila                     | Neiva                | Coliseo Álvaro Sánchez Silva                   |

## Fase de grupos
Los equipos se dividen en 3 grupos de 8 equipos y uno de 7 equipos agrupados según su ubicación geográfica. Los equipos jugarán una ronda de todos contra todos.
Los grupos están divididos de la siguiente manera:
|  | Clasificados a octavos de final. |
|  | Eliminados.                      |

### Grupo A
| Pos | Equipos               | PTS | PG | PE | PP | PJ | GF | GC | Dif. |
| --- | --------------------- | --- | -- | -- | -- | -- | -- | -- | ---- |
| 1.  | Real Antioquia        | 16  | 5  | 1  | 1  | 7  | 29 | 16 | 13   |
| 2.  | El Carmen de Viboral  | 15  | 5  | 0  | 2  | 7  | 27 | 16 | 11   |
| 3.  | Leones FC             | 13  | 4  | 1  | 2  | 7  | 30 | 15 | 15   |
| 4.  | Estrellas del Deporte | 11  | 3  | 2  | 2  | 7  | 31 | 25 | 6    |
| 5.  | CORPRODEP Mosquera    | 9   | 3  | 0  | 4  | 7  | 25 | 26 | -1   |
| 6.  | Fútsal Rionegro       | 9   | 3  | 0  | 4  | 7  | 22 | 25 | -3   |
| 7.  | Deportivo Sanpas      | 6   | 2  | 0  | 5  | 7  | 17 | 30 | -13  |
| 8.  | Oriente Cúcuta        | 3   | 1  | 0  | 6  | 7  | 27 | 55 | -28  |

| Fecha 1              | Fecha 1   | Fecha 1               | Fecha 1                         | Fecha 1     | Fecha 1 | Fecha 1         |
| Local                | Resultado | Visitante             | Lugar                           | Fecha       | Hora    | Transmisión     |
| -------------------- | --------- | --------------------- | ------------------------------- | ----------- | ------- | --------------- |
| Leones FC            | 2 : 3     | Real Antioquia        | Coliseo El Cubo de Itagüí       | 25 de marzo | 10:15   | Win Sports+     |
| El Carmen de Viboral | 3 : 4     | Fútsal Rionegro       | Coliseo de El Carmen de Viboral | 25 de marzo | 16:00   | Sin transmisión |
| Deportivo Sanpas     | 5 : 2     | Estrellas del Deporte | Coliseo IRDET                   | 25 de marzo | 19:00   | Sin transmisión |
| CORPRODEP Mosquera   | 11 : 3    | Oriente Cúcuta        | Coliseo Municipal de Mosquera   | 21 de mayo  | 19:00   | Sin transmisión |

| Fecha 2               | Fecha 2   | Fecha 2              | Fecha 2                     | Fecha 2     | Fecha 2 | Fecha 2         |
| Local                 | Resultado | Visitante            | Lugar                       | Fecha       | Hora    | Transmisión     |
| --------------------- | --------- | -------------------- | --------------------------- | ----------- | ------- | --------------- |
| Estrellas del Deporte | 6 : 4     | El Carmen de Viboral | Coliseo Toto Hernández      | 31 de marzo | 19:30   | Sin transmisión |
| Fútsal Rionegro       | 1 : 3     | Leones FC            | Coliseo Iván Ramiro Córdoba | 1 de abril  | 19:00   | Sin transmisión |
| Oriente Cúcuta        | 6 : 3     | Deportivo Sanpas     | Coliseo Toto Hernández      | 1 de abril  | 20:00   | Sin transmisión |
| Real Antioquia        | 5 : 1     | CORPRODEP Mosquera   | Coliseo Antonio Roldán      | 17 de mayo  | 19:45   | Sin transmisión |

| Fecha 3            | Fecha 3   | Fecha 3               | Fecha 3                       | Fecha 3     | Fecha 3 | Fecha 3         |
| Local              | Resultado | Visitante             | Lugar                         | Fecha       | Hora    | Transmisión     |
| ------------------ | --------- | --------------------- | ----------------------------- | ----------- | ------- | --------------- |
| Deportivo Sanpas   | 1 : 4     | El Carmen de Viboral  | Coliseo IRDET                 | 15 de abril | 19:00   | Sin transmisión |
| CORPRODEP Mosquera | 3 : 1     | Fútsal Rionegro       | Coliseo Municipal de Mosquera | 15 de abril | 20:00   | Sin transmisión |
| Leones FC          | 2 : 2     | Estrellas del Deporte | Coliseo El Cubo de Itagüí     | 17 de abril | 17:20   | Win Sports+     |
| Oriente Cúcuta     | 5 : 9     | Real Antioquia        | Coliseo Chepe Acero           | 12 de mayo  | 14:00   | Sin transmisión |

| Fecha 4               | Fecha 4   | Fecha 4            | Fecha 4                         | Fecha 4     | Fecha 4 | Fecha 4         |
| Local                 | Resultado | Visitante          | Lugar                           | Fecha       | Hora    | Transmisión     |
| --------------------- | --------- | ------------------ | ------------------------------- | ----------- | ------- | --------------- |
| Real Antioquia        | 5 : 1     | Deportivo Sanpas   | Coliseo Antonio Roldán          | 21 de abril | 19:50   | Sin transmisión |
| El Carmen de Viboral  | 3 : 2     | Leones FC          | Coliseo de El Carmen de Viboral | 21 de abril | 20:00   | Sin transmisión |
| Estrellas del Deporte | 4 : 3     | CORPRODEP Mosquera | Coliseo UFPS                    | 22 de abril | 16:30   | Sin transmisión |
| Fútsal Rionegro       | 7 : 4     | Oriente Cúcuta     | Coliseo Iván Ramiro Córdoba     | 23 de abril | 20:00   | Sin transmisión |

| Fecha 5            | Fecha 5   | Fecha 5               | Fecha 5                       | Fecha 5     | Fecha 5 | Fecha 5         |
| Local              | Resultado | Visitante             | Lugar                         | Fecha       | Hora    | Transmisión     |
| ------------------ | --------- | --------------------- | ----------------------------- | ----------- | ------- | --------------- |
| Real Antioquia     | 3 : 0     | Fútsal Rionegro       | Coliseo Antonio Roldán        | 28 de abril | 19:45   | Sin transmisión |
| Deportivo Sanpas   | 1 : 3     | Leones FC             | Coliseo IRDET                 | 29 de abril | 19:00   | Sin transmisión |
| Oriente Cúcuta     | 3 : 10    | Estrellas del Deporte | Coliseo Chepe Acero           | 30 de abril | 14:00   | Sin transmisión |
| CORPRODEP Mosquera | 1 : 6     | El Carmen de Viboral  | Coliseo Municipal de Mosquera | 1 de mayo   | 12:45   | Win Sports+     |

| Fecha 6               | Fecha 6   | Fecha 6            | Fecha 6                         | Fecha 6   | Fecha 6 | Fecha 6         |
| Local                 | Resultado | Visitante          | Lugar                           | Fecha     | Hora    | Transmisión     |
| --------------------- | --------- | ------------------ | ------------------------------- | --------- | ------- | --------------- |
| Deportivo Sanpas      | 6 : 5     | Fútsal Rionegro    | Coliseo IRDET                   | 6 de mayo | 19:00   | Sin transmisión |
| El Carmen de Viboral  | 4 : 2     | Oriente Cúcuta     | Coliseo de El Carmen de Viboral | 6 de mayo | 19:30   | Sin transmisión |
| Estrellas del Deporte | 4 : 4     | Real Antioquia     | Coliseo UFPS                    | 6 de mayo | 19:45   | Sin transmisión |
| Leones FC             | 7 : 1     | CORPRODEP Mosquera | Coliseo El Cubo de Itagüí       | 9 de mayo | 19:30   | Win Sports+     |

| Fecha 7            | Fecha 7   | Fecha 7               | Fecha 7                       | Fecha 7    | Fecha 7 | Fecha 7         |
| Local              | Resultado | Visitante             | Lugar                         | Fecha      | Hora    | Transmisión     |
| ------------------ | --------- | --------------------- | ----------------------------- | ---------- | ------- | --------------- |
| Fútsal Rionegro    | 4 : 3     | Estrellas del Deporte | Coliseo Iván Ramiro Córdoba   | 3 de junio | 12:00   | Sin transmisión |
| Real Antioquia     | 0 : 3     | El Carmen de Viboral  | Coliseo Antonio Roldán        | 3 de junio | 12:00   | Sin transmisión |
| Oriente Cúcuta     | 4 : 11    | Leones FC             | Coliseo Chepe Acero           | 3 de junio | 12:00   | Sin transmisión |
| CORPRODEP Mosquera | 5 : 0     | Deportivo Sanpas      | Coliseo Municipal de Mosquera | 3 de junio | 12:00   | Sin transmisión |

### Grupo B
| Pos | Equipos                 | PTS | PG | PE | PP | PJ | GF | GC | Dif. |
| --- | ----------------------- | --- | -- | -- | -- | -- | -- | -- | ---- |
| 1.  | Deportivo Meta H&H      | 16  | 5  | 1  | 1  | 7  | 32 | 21 | 11   |
| 2.  | Sport Team Club         | 14  | 4  | 2  | 1  | 7  | 35 | 21 | 14   |
| 3.  | Academia Central Cajicá | 10  | 3  | 1  | 3  | 7  | 23 | 20 | 3    |
| 4.  | U. Sergio Arboleda      | 10  | 3  | 1  | 3  | 7  | 20 | 21 | -1   |
| 5.  | Baby Soccer             | 10  | 3  | 1  | 3  | 7  | 26 | 31 | -5   |
| 6.  | Alianza Tolima          | 9   | 3  | 0  | 4  | 7  | 26 | 33 | -7   |
| 7.  | Utrahuilca              | 5   | 1  | 2  | 4  | 7  | 19 | 30 | -11  |
| 8.  | D'Martín                | 4   | 0  | 4  | 3  | 7  | 22 | 26 | -4   |

| Fecha 1                 | Fecha 1   | Fecha 1            | Fecha 1                      | Fecha 1     | Fecha 1 | Fecha 1         |
| Local                   | Resultado | Visitante          | Lugar                        | Fecha       | Hora    | Transmisión     |
| ----------------------- | --------- | ------------------ | ---------------------------- | ----------- | ------- | --------------- |
| Deportivo Meta H&H      | 5 : 1     | U. Sergio Arboleda | Coliseo UNILLANOS Barcelona  | 25 de marzo | 19:15   | Sin transmisión |
| D'Martín                | 3 : 4     | Baby Soccer        | Coliseo Cubierto de Madrid   | 25 de marzo | 20:00   | Sin transmisión |
| Academia Central Cajicá | 8 : 3     | Utrahuilca         | Coliseo Fortaleza de Piedra  | 14 de mayo  | 10:15   | Sin transmisión |
| Alianza Tolima          | 3 : 9     | Sport Team Club    | Coliseo Central de Venadillo | 26 de mayo  | 19:00   | Sin transmisión |

| Fecha 2            | Fecha 2   | Fecha 2                 | Fecha 2                      | Fecha 2     | Fecha 2 | Fecha 2         |
| Local              | Resultado | Visitante               | Lugar                        | Fecha       | Hora    | Transmisión     |
| ------------------ | --------- | ----------------------- | ---------------------------- | ----------- | ------- | --------------- |
| U. Sergio Arboleda | 2 : 0     | Academia Central Cajicá | Coliseo Cayetano Cañizares   | 31 de marzo | 14:00   | Sin transmisión |
| Utrahuilca         | 1 : 1     | D'Martín                | Coliseo Álvaro Sánchez Silva | 1 de abril  | 16:00   | Sin transmisión |
| Sport Team Club    | 7 : 5     | Deportivo Meta H&H      | Coliseo Cayetano Cañizares   | 2 de abril  | 10:00   | Win Sports+     |
| Baby Soccer        | 4 : 3     | Alianza Tolima          | Coliseo Mayor de Chaparral   | 2 de abril  | 15:00   | Sin transmisión |

| Fecha 3            | Fecha 3   | Fecha 3                 | Fecha 3                      | Fecha 3     | Fecha 3 | Fecha 3         |
| Local              | Resultado | Visitante               | Lugar                        | Fecha       | Hora    | Transmisión     |
| ------------------ | --------- | ----------------------- | ---------------------------- | ----------- | ------- | --------------- |
| Alianza Tolima     | 4 : 3     | Utrahuilca              | Coliseo Central de Venadillo | 14 de abril | 19:00   | Sin transmisión |
| Deportivo Meta H&H | 2 : 0     | Academia Central Cajicá | Coliseo UNILLANOS Barcelona  | 15 de abril | 19:15   | Sin transmisión |
| D'Martín           | 3 : 3     | U. Sergio Arboleda      | Coliseo Cubierto de Madrid   | 15 de abril | 19:30   | Sin transmisión |
| Sport Team Club    | 7 : 1     | Baby Soccer             | Coliseo Cayetano Cañizares   | 16 de abril | 10:30   | Sin transmisión |

| Fecha 4                 | Fecha 4   | Fecha 4            | Fecha 4                      | Fecha 4     | Fecha 4 | Fecha 4         |
| Local                   | Resultado | Visitante          | Lugar                        | Fecha       | Hora    | Transmisión     |
| ----------------------- | --------- | ------------------ | ---------------------------- | ----------- | ------- | --------------- |
| Utrahuilca              | 1 : 1     | Sport Team Club    | Coliseo Álvaro Sánchez Silva | 21 de abril | 14:00   | Sin transmisión |
| Baby Soccer             | 3 : 3     | Deportivo Meta H&H | Coliseo Mayor de Chaparral   | 22 de abril | 15:00   | Sin transmisión |
| U. Sergio Arboleda      | 2 : 3     | Alianza Tolima     | Coliseo Cayetano Cañizares   | 23 de abril | 10:15   | Win Sports+     |
| Academia Central Cajicá | 2 : 2     | D'Martín           | Coliseo Fortaleza de Piedra  | 23 de abril | 10:15   | Sin transmisión |

| Fecha 5            | Fecha 5   | Fecha 5                 | Fecha 5                      | Fecha 5     | Fecha 5 | Fecha 5         |
| Local              | Resultado | Visitante               | Lugar                        | Fecha       | Hora    | Transmisión     |
| ------------------ | --------- | ----------------------- | ---------------------------- | ----------- | ------- | --------------- |
| Alianza Tolima     | 2 : 3     | Academia Central Cajicá | Coliseo Central de Venadillo | 28 de abril | 19:00   | Sin transmisión |
| Baby Soccer        | 4 : 5     | Utrahuilca              | Coliseo Mayor de Chaparral   | 29 de abril | 17:00   | Sin transmisión |
| Deportivo Meta H&H | 5 : 3     | D'Martín                | Coliseo UNILLANOS Barcelona  | 29 de abril | 19:15   | Sin transmisión |
| Sport Team Club    | 4 : 1     | U. Sergio Arboleda      | Coliseo Cayetano Cañizares   | 30 de abril | 15:00   | Sin transmisión |

| Fecha 6                 | Fecha 6   | Fecha 6         | Fecha 6                     | Fecha 6   | Fecha 6 | Fecha 6         |
| Local                   | Resultado | Visitante       | Lugar                       | Fecha     | Hora    | Transmisión     |
| ----------------------- | --------- | --------------- | --------------------------- | --------- | ------- | --------------- |
| U. Sergio Arboleda      | 4 : 2     | Baby Soccer     | Coliseo Cayetano Cañizares  | 5 de mayo | 14:00   | Sin transmisión |
| D'Martín                | 5 : 6     | Alianza Tolima  | Coliseo Cubierto de Madrid  | 5 de mayo | 19:30   | Sin transmisión |
| Deportivo Meta H&H      | 5 : 2     | Utrahuilca      | Coliseo UNILLANOS Barcelona | 6 de mayo | 19:15   | Sin transmisión |
| Academia Central Cajicá | 4 : 2     | Sport Team Club | Coliseo Fortaleza de Piedra | 7 de mayo | 10:15   | Sin transmisión |

| Fecha 7         | Fecha 7   | Fecha 7                 | Fecha 7                      | Fecha 7    | Fecha 7 | Fecha 7         |
| Local           | Resultado | Visitante               | Lugar                        | Fecha      | Hora    | Transmisión     |
| --------------- | --------- | ----------------------- | ---------------------------- | ---------- | ------- | --------------- |
| Sport Team Club | 5 : 5     | D'Martín                | Coliseo CEFE Tunal           | 2 de junio | 20.00   | Sin transmisión |
| Utrahuilca      | 4 : 7     | U. Sergio Arboleda      | Coliseo Álvaro Sánchez Silva | 3 de junio | 12:00   | Sin transmisión |
| Baby Soccer     | 7 : 6     | Academia Central Cajicá | Coliseo Mayor de Chaparral   | 3 de junio | 12:00   | Sin transmisión |
| Alianza Tolima  | 5 : 7     | Deportivo Meta H&H      | Coliseo Central de Venadillo | 3 de junio | 12:00   | Sin transmisión |

### Grupo C
| Pos | Equipos                  | PTS | PG | PE | PP | PJ | GF | GC | Dif. |
| --- | ------------------------ | --- | -- | -- | -- | -- | -- | -- | ---- |
| 1.  | Sabaneros                | 16  | 5  | 1  | 1  | 7  | 39 | 20 | 19   |
| 2.  | Ind. Barranquilla        | 16  | 5  | 1  | 1  | 7  | 29 | 17 | 12   |
| 3.  | Barranquilleros          | 12  | 4  | 0  | 3  | 7  | 33 | 26 | 7    |
| 4.  | Fund. Inter de Cartagena | 11  | 3  | 2  | 2  | 7  | 27 | 26 | 1    |
| 5.  | Atl. Santander           | 10  | 3  | 1  | 3  | 7  | 22 | 30 | -8   |
| 6.  | Barranquilla FC          | 9   | 3  | 0  | 4  | 7  | 22 | 19 | 3    |
| 7.  | Real Bucaramanga         | 4   | 1  | 1  | 5  | 7  | 17 | 35 | -18  |
| 8.  | Gremio Samario           | 3   | 1  | 0  | 6  | 7  | 22 | 38 | -16  |

| Fecha 1                  | Fecha 1   | Fecha 1          | Fecha 1                       | Fecha 1     | Fecha 1 | Fecha 1         |
| Local                    | Resultado | Visitante        | Lugar                         | Fecha       | Hora    | Transmisión     |
| ------------------------ | --------- | ---------------- | ----------------------------- | ----------- | ------- | --------------- |
| Atl. Santander           | 4 : 1     | Gremio Samario   | Coliseo Bicentenario          | 26 de marzo | 19:00   | Sin transmisión |
| Ind. Barranquilla        | 5 : 4     | Barranquilla FC  | Coliseo Sugar Baby Rojas      | 28 de marzo | 19:00   | Sin transmisión |
| Sabaneros                | 8 : 4     | Barranquilleros  | Polideportivo de Las Delicias | 12 de mayo  | 20:00   | Sin transmisión |
| Fund. Inter de Cartagena | 5 : 0     | Real Bucaramanga | Coliseo Rocky Valdez          | 14 de mayo  | 13:15   | Sin transmisión |

| Fecha 2          | Fecha 2   | Fecha 2                  | Fecha 2                      | Fecha 2     | Fecha 2 | Fecha 2         |
| Local            | Resultado | Visitante                | Lugar                        | Fecha       | Hora    | Transmisión     |
| ---------------- | --------- | ------------------------ | ---------------------------- | ----------- | ------- | --------------- |
| Real Bucaramanga | 4 : 4     | Ind. Barranquilla        | Coliseo Bicentenario         | 31 de marzo | 19:00   | Sin transmisión |
| Barranquilla FC  | 1 : 3     | Sabaneros                | Coliseo Sugar Baby Rojas     | 31 de marzo | 19:30   | Sin transmisión |
| Gremio Samario   | 4 : 5     | Fund. Inter de Cartagena | Coliseo Mayor de Santa Marta | 31 de marzo | 20:00   | Sin transmisión |
| Barranquilleros  | 4 : 1     | Atl. Santander           | Coliseo Sugar Baby Rojas     | 1 de abril  | 19:15   | Sin transmisión |

| Fecha 3                  | Fecha 3   | Fecha 3          | Fecha 3                       | Fecha 3     | Fecha 3 | Fecha 3         |
| Local                    | Resultado | Visitante        | Lugar                         | Fecha       | Hora    | Transmisión     |
| ------------------------ | --------- | ---------------- | ----------------------------- | ----------- | ------- | --------------- |
| Barranquilla FC          | 3 : 0     | Real Bucaramanga | Coliseo Sugar Baby Rojas      | 14 de abril | 16:00   | Sin transmisión |
| Ind. Barranquilla        | 3 : 4     | Gremio Samario   | Coliseo Sugar Baby Rojas      | 14 de abril | 19:00   | Sin transmisión |
| Sabaneros                | 11 : 3    | Atl. Santander   | Polideportivo de Las Delicias | 14 de abril | 20:00   | Sin transmisión |
| Fund. Inter de Cartagena | 4 : 7     | Barranquilleros  | Coliseo Rocky Valdez          | 15 de abril | 18:15   | Sin transmisión |

| Fecha 4          | Fecha 4   | Fecha 4                  | Fecha 4                      | Fecha 4     | Fecha 4 | Fecha 4         |
| Local            | Resultado | Visitante                | Lugar                        | Fecha       | Hora    | Transmisión     |
| ---------------- | --------- | ------------------------ | ---------------------------- | ----------- | ------- | --------------- |
| Barranquilleros  | 0 : 2     | Ind. Barranquilla        | Coliseo Sugar Baby Rojas     | 21 de abril | 19:15   | Sin transmisión |
| Gremio Samario   | 1 : 5     | Barranquilla FC          | Coliseo Mayor de Santa Marta | 21 de abril | 20:05   | Sin transmisión |
| Real Bucaramanga | 1 : 4     | Sabaneros                | Coliseo Bicentenario         | 20 de mayo  | 19:00   | Sin transmisión |
| Atl. Santander   | 4 : 4     | Fund. Inter de Cartagena | Coliseo Bicentenario         | 21 de mayo  | 18:00   | Sin transmisión |

| Fecha 5           | Fecha 5   | Fecha 5                  | Fecha 5                       | Fecha 5     | Fecha 5 | Fecha 5         |
| Local             | Resultado | Visitante                | Lugar                         | Fecha       | Hora    | Transmisión     |
| ----------------- | --------- | ------------------------ | ----------------------------- | ----------- | ------- | --------------- |
| Barranquilla FC   | 4 : 3     | Barranquilleros          | Coliseo Sugar Baby Rojas      | 28 de abril | 16:00   | Sin transmisión |
| Ind. Barranquilla | 6 : 2     | Atl. Santander           | Coliseo Sugar Baby Rojas      | 28 de abril | 19:00   | Sin transmisión |
| Sabaneros         | 4 : 4     | Fund. Inter de Cartagena | Polideportivo de Las Delicias | 29 de abril | 19:00   | Sin transmisión |
| Real Bucaramanga  | 8 : 5     | Gremio Samario           | Coliseo UNAB                  | 30 de abril | 15:00   | Sin transmisión |

| Fecha 6                  | Fecha 6   | Fecha 6           | Fecha 6                       | Fecha 6   | Fecha 6 | Fecha 6         |
| Local                    | Resultado | Visitante         | Lugar                         | Fecha     | Hora    | Transmisión     |
| ------------------------ | --------- | ----------------- | ----------------------------- | --------- | ------- | --------------- |
| Sabaneros                | 7 : 2     | Gremio Samario    | Polideportivo de Las Delicias | 5 de mayo | 20:00   | Sin transmisión |
| Fund. Inter de Cartagena | 1 : 4     | Ind. Barranquilla | Coliseo Rocky Valdez          | 6 de mayo | 16:15   | Sin transmisión |
| Barranquilleros          | 9 : 2     | Real Bucaramanga  | Coliseo Sugar Baby Rojas      | 6 de mayo | 17:15   | Sin transmisión |
| Atl. Santander           | 3 : 2     | Barranquilla FC   | Coliseo Bicentenario          | 7 de mayo | 19:30   | Sin transmisión |

| Fecha 7           | Fecha 7   | Fecha 7                  | Fecha 7                      | Fecha 7    | Fecha 7 | Fecha 7         |
| Local             | Resultado | Visitante                | Lugar                        | Fecha      | Hora    | Transmisión     |
| ----------------- | --------- | ------------------------ | ---------------------------- | ---------- | ------- | --------------- |
| Ind. Barranquilla | 5 : 2     | Sabaneros                | Coliseo Sugar Baby Rojas     | 2 de junio | 19:00   | Sin transmisión |
| Gremio Samario    | 5 : 6     | Barranquilleros          | Coliseo Mayor de Santa Marta | 3 de julio | 12:00   | Sin transmisión |
| Real Bucaramanga  | 2 : 5     | Atl. Santander           | Coliseo Bicentenario         | 3 de julio | 12:00   | Sin transmisión |
| Barranquilla FC   | 3 : 4     | Fund. Inter de Cartagena | Coliseo Sugar Baby Rojas     | 3 de julio | 12:00   | Win Sports+     |

### Grupo D
| Pos | Equipos             | PTS | PG | PE | PP | PJ | GF | GC | Dif. |
| --- | ------------------- | --- | -- | -- | -- | -- | -- | -- | ---- |
| 1.  | Leones de Nariño    | 17  | 5  | 2  | 0  | 7  | 34 | 16 | 18   |
| 2.  | U. de Manizales     | 16  | 5  | 1  | 1  | 7  | 19 | 11 | 8    |
| 3.  | Lyon de Cali        | 15  | 4  | 3  | 0  | 7  | 23 | 11 | 12   |
| 4.  | Atl. Cauca          | 9   | 2  | 3  | 2  | 7  | 20 | 16 | 4    |
| 5.  | ICSIN               | 5   | 1  | 2  | 4  | 7  | 20 | 25 | -5   |
| 6.  | Es Fútsal           | 5   | 1  | 2  | 4  | 7  | 19 | 31 | -12  |
| 7.  | Buenaventura Futsal | 5   | 1  | 2  | 4  | 7  | 17 | 36 | -19  |
| 8.  | Tigres del Quindío  | 3   | 0  | 3  | 4  | 7  | 18 | 24 | -6   |

| Fecha 1            | Fecha 1   | Fecha 1             | Fecha 1                         | Fecha 1    | Fecha 1 | Fecha 1         |
| Local              | Resultado | Visitante           | Lugar                           | Fecha      | Hora    | Transmisión     |
| ------------------ | --------- | ------------------- | ------------------------------- | ---------- | ------- | --------------- |
| Tigres del Quindío | 2 : 3     | Lyon de Cali        | Coliseo Municipal de Circasia   | 12 de mayo | 19:00   | Sin transmisión |
| Leones de Nariño   | 4 : 2     | U. de Manizales     | Coliseo Sergio Antonio Ruano    | 13 de mayo | 20:00   | Sin transmisión |
| ICSIN              | 6 : 3     | Es Fútsal           | Coliseo Carlos Alberto Bejarano | 14 de mayo | 13:30   | Sin transmisión |
| Atl. Cauca         | 6 : 1     | Buenaventura Futsal | Complejo Deportivo Popayán      | 15 de mayo | 20:00   | Sin transmisión |

| Fecha 2             | Fecha 2   | Fecha 2            | Fecha 2                        | Fecha 2    | Fecha 2 | Fecha 2         |
| Local               | Resultado | Visitante          | Lugar                          | Fecha      | Hora    | Transmisión     |
| ------------------- | --------- | ------------------ | ------------------------------ | ---------- | ------- | --------------- |
| Lyon de Cali        | 1 : 1     | Atl. Cauca         | Coliseo Mariano Ramos          | 1 de abril | 13:00   | Sin transmisión |
| U. de Manizales     | 2 : 0     | Tigres del Quindío | Coliseo Municipal de Palestina | 1 de abril | 19:00   | Sin transmisión |
| Buenaventura Futsal | 4 : 4     | ICSIN              | Coliseo Roberto Lozano Batalla | 1 de abril | 20:00   | Sin transmisión |
| Es Fútsal           | 3 : 3     | Leones de Nariño   | Coliseo Óscar Figueroa         | 20 de mayo | 18:00   | Sin transmisión |

| Fecha 3            | Fecha 3   | Fecha 3             | Fecha 3                       | Fecha 3     | Fecha 3 | Fecha 3         |
| Local              | Resultado | Visitante           | Lugar                         | Fecha       | Hora    | Transmisión     |
| ------------------ | --------- | ------------------- | ----------------------------- | ----------- | ------- | --------------- |
| Leones de Nariño   | 11 : 3    | Buenaventura Futsal | Coliseo Sergio Antonio Ruano  | 14 de abril | 20:00   | Sin transmisión |
| Lyon de Cali       | 2 : 2     | U. de Manizales     | Coliseo Mariano Ramos         | 15 de abril | 13:00   | Sin transmisión |
| Tigres del Quindío | 2 : 3     | Es Fútsal           | Coliseo Municipal de Circasia | 15 de abril | 19:00   | Sin transmisión |
| Atl. Cauca         | 5 : 1     | ICSIN               | Complejo Deportivo Popayán    | 15 de abril | 20:00   | Sin transmisión |

| Fecha 4             | Fecha 4   | Fecha 4            | Fecha 4                         | Fecha 4     | Fecha 4 | Fecha 4         |
| Local               | Resultado | Visitante          | Lugar                           | Fecha       | Hora    | Transmisión     |
| ------------------- | --------- | ------------------ | ------------------------------- | ----------- | ------- | --------------- |
| Es Fútsal           | 2 : 6     | Lyon de Cali       | Coliseo de Dosquebradas         | 22 de abril | 18:00   | Sin transmisión |
| Buenaventura Futsal | 4 : 4     | Tigres del Quindío | Coliseo Roberto Lozano Batalla  | 22 de abril | 20:00   | Sin transmisión |
| ICSIN               | 1 : 3     | Leones de Nariño   | Coliseo Carlos Alberto Bejarano | 23 de abril | 13:30   | Sin transmisión |
| U. de Manizales     | 1 : 0     | Atl. Cauca         | Coliseo Municipal de Palestina  | 23 de abril | 17:00   | Sin transmisión |

| Fecha 5            | Fecha 5   | Fecha 5             | Fecha 5                        | Fecha 5     | Fecha 5 | Fecha 5         |
| Local              | Resultado | Visitante           | Lugar                          | Fecha       | Hora    | Transmisión     |
| ------------------ | --------- | ------------------- | ------------------------------ | ----------- | ------- | --------------- |
| Lyon de Cali       | 7 : 1     | Buenaventura Futsal | Coliseo Mariano Ramos          | 29 de abril | 16:00   | Sin transmisión |
| U. de Manizales    | 6 : 1     | Es Fútsal           | Coliseo Municipal de Palestina | 29 de abril | 17:00   | Sin transmisión |
| Tigres del Quindío | 3 : 3     | ICSIN               | Coliseo Municipal de Circasia  | 29 de abril | 19:00   | Sin transmisión |
| Atl. Cauca         | 1 : 5     | Leones de Nariño    | Complejo Deportivo Popayán     | 29 de abril | 20:00   | Sin transmisión |

| Fecha 6             | Fecha 6   | Fecha 6            | Fecha 6                         | Fecha 6   | Fecha 6 | Fecha 6         |
| Local               | Resultado | Visitante          | Lugar                           | Fecha     | Hora    | Transmisión     |
| ------------------- | --------- | ------------------ | ------------------------------- | --------- | ------- | --------------- |
| Atl. Cauca          | 4 : 4     | Es Fútsal          | Complejo Deportivo Popayán      | 6 de mayo | 20:00   | Sin transmisión |
| Leones de Nariño    | 6 : 4     | Tigres del Quindío | Coliseo Sergio Antonio Ruano    | 6 de mayo | 20:00   | Sin transmisión |
| ICSIN               | 1 : 2     | Lyon de Cali       | Coliseo Carlos Alberto Bejarano | 7 de mayo | 13:30   | Sin transmisión |
| Buenaventura Futsal | 0 : 1     | U. de Manizales    | Coliseo Roberto Lozano Batalla  | 7 de mayo | 14:00   | Sin transmisión |

| Fecha 7            | Fecha 7   | Fecha 7             | Fecha 7                        | Fecha 7    | Fecha 7 | Fecha 7         |
| Local              | Resultado | Visitante           | Lugar                          | Fecha      | Hora    | Transmisión     |
| ------------------ | --------- | ------------------- | ------------------------------ | ---------- | ------- | --------------- |
| Lyon de Cali       | 2 : 2     | Leones de Nariño    | Coliseo Mariano Ramos          | 2 de junio | 13:00   | Sin transmisión |
| Es Fútsal          | 3 : 4     | Buenaventura Futsal | Coliseo de Dosquebradas        | 3 de junio | 12:00   | Sin transmisión |
| U. de Manizales    | 5 : 4     | ICSIN               | Coliseo Municipal de Palestina | 3 de junio | 12:00   | Sin transmisión |
| Tigres del Quindío | 3 : 3     | Atl. Cauca          | Coliseo Municipal de Circasia  | 3 de junio | 12:00   | Sin transmisión |

## Fase final
|  | Octavos de Final         | Octavos de Final      | Octavos de Final | Octavos de Final |        |                      | Cuartos de Final | Cuartos de Final | Cuartos de Final | Cuartos de Final |  |                 | Semifinales | Semifinales | Semifinales | Semifinales |                 |   | Final | Final | Final | Final |
|  |                          |                       |                  |                  |        |                      |                  |                  |                  |                  |  |                 |             |             |             |             |                 |   |       |       |       |       |
|  | Real Antioquia           | 3                     | 5                | 8                |        |                      |                  |                  |                  |                  |  |                 |             |             |             |             |                 |   |       |       |       |       |
|  | U. Sergio Arboleda       | 2                     | 2                | 4                |        |                      |                  |                  |                  |                  |  |                 |             |             |             |             |                 |   |       |       |       |       |
|  | U. Sergio Arboleda       | 2                     | 2                | 4                |        | Real Antioquia       | 3                | 3                | 6                |                  |  |                 |             |             |             |             |                 |   |       |       |       |       |
|  |                          |                       |                  |                  |        | Real Antioquia       | 3                | 3                | 6                |                  |  |                 |             |             |             |             |                 |   |       |       |       |       |
|  |                          | Sport Team Club       | 6                | 4                | 10     |                      |                  |                  |                  |                  |  |                 |             |             |             |             |                 |   |       |       |       |       |
|  | Sport Team Club          | Sport Team Club       | 6                | 4                | 10     | 1                    | 2                | 3 (5)            |                  |                  |  |                 |             |             |             |             |                 |   |       |       |       |       |
|  | Sport Team Club          |                       |                  |                  |        | 1                    | 2                | 3 (5)            |                  |                  |  |                 |             |             |             |             |                 |   |       |       |       |       |
|  | Leones FC                | 1                     | 2                | 3 (3)            |        |                      |                  |                  |                  |                  |  |                 |             |             |             |             |                 |   |       |       |       |       |
|  | Leones FC                | 1                     | 2                | 3 (3)            |        |                      |                  |                  |                  |                  |  | Sport Team Club | 4           | 4           | 8           |             |                 |   |       |       |       |       |
|  |                          |                       |                  |                  |        |                      |                  |                  |                  |                  |  | Sport Team Club | 4           | 4           | 8           |             |                 |   |       |       |       |       |
|  |                          | Estrellas del Deporte | 4                | 3                | 7      |                      |                  |                  |                  |                  |  |                 |             |             |             |             |                 |   |       |       |       |       |
|  | El Carmen de Viboral     | Estrellas del Deporte | 4                | 3                | 7      | 4                    | 8                | 12               |                  |                  |  |                 |             |             |             |             |                 |   |       |       |       |       |
|  | El Carmen de Viboral     |                       |                  |                  |        | 4                    | 8                | 12               |                  |                  |  |                 |             |             |             |             |                 |   |       |       |       |       |
|  | Academia Central Cajicá  | 0                     | 1                | 1                |        |                      |                  |                  |                  |                  |  |                 |             |             |             |             |                 |   |       |       |       |       |
|  | Academia Central Cajicá  | 0                     | 1                | 1                |        | El Carmen de Viboral | 2                | 6                | 8                |                  |  |                 |             |             |             |             |                 |   |       |       |       |       |
|  |                          |                       |                  |                  |        | El Carmen de Viboral | 2                | 6                | 8                |                  |  |                 |             |             |             |             |                 |   |       |       |       |       |
|  |                          | Estrellas del Deporte | 6                | 6                | 12     |                      |                  |                  |                  |                  |  |                 |             |             |             |             |                 |   |       |       |       |       |
|  | Deportivo Meta H&H       | Estrellas del Deporte | 6                | 6                | 12     | 3                    | 5                | 8                |                  |                  |  |                 |             |             |             |             |                 |   |       |       |       |       |
|  | Deportivo Meta H&H       |                       |                  |                  |        | 3                    | 5                | 8                |                  |                  |  |                 |             |             |             |             |                 |   |       |       |       |       |
|  | Estrellas del Deporte    | 6                     | 3                | 9                |        |                      |                  |                  |                  |                  |  |                 |             |             |             |             |                 |   |       |       |       |       |
|  | Estrellas del Deporte    | 6                     | 3                | 9                |        |                      |                  |                  |                  |                  |  |                 |             |             |             |             | Sport Team Club | 5 | 7     | 12    |       |       |
|  |                          |                       |                  |                  |        |                      |                  |                  |                  |                  |  |                 |             |             |             |             |                 | 5 | 7     | 12    |       |       |
|  |                          | Sabaneros             | 1                | 3                | 4      |                      |                  |                  |                  |                  |  |                 |             |             |             |             |                 |   |       |       |       |       |
|  | Sabaneros                | Sabaneros             | 1                | 3                | 4      | 2                    | 3                | 5                |                  |                  |  |                 |             |             |             |             |                 |   |       |       |       |       |
|  | Sabaneros                |                       |                  |                  |        | 2                    | 3                | 5                |                  |                  |  |                 |             |             |             |             |                 |   |       |       |       |       |
|  | Atl. Cauca               | 0                     | 2                | 2                |        |                      |                  |                  |                  |                  |  |                 |             |             |             |             |                 |   |       |       |       |       |
|  | Atl. Cauca               | 0                     | 2                | 2                |        | Sabaneros            | 2                | 7                | 9                |                  |  |                 |             |             |             |             |                 |   |       |       |       |       |
|  |                          |                       |                  |                  |        | Sabaneros            | 2                | 7                | 9                |                  |  |                 |             |             |             |             |                 |   |       |       |       |       |
|  |                          | Barranquilleros       | 5                | 1                | 6      |                      |                  |                  |                  |                  |  |                 |             |             |             |             |                 |   |       |       |       |       |
|  | U. Manizales             | Barranquilleros       | 5                | 1                | 6      | 2                    | 2                | 4                |                  |                  |  |                 |             |             |             |             |                 |   |       |       |       |       |
|  | U. Manizales             |                       |                  |                  |        | 2                    | 2                | 4                |                  |                  |  |                 |             |             |             |             |                 |   |       |       |       |       |
|  | Barranquilleros          | 3                     | 2                | 5                |        |                      |                  |                  |                  |                  |  |                 |             |             |             |             |                 |   |       |       |       |       |
|  | Barranquilleros          | 3                     | 2                | 5                |        |                      |                  |                  |                  |                  |  | Sabaneros       | 2           | 3           | 5           |             |                 |   |       |       |       |       |
|  |                          |                       |                  |                  |        |                      |                  |                  |                  |                  |  | Sabaneros       | 2           | 3           | 5           |             |                 |   |       |       |       |       |
|  |                          | Ind. Barranquilla     | 2                | 1                | 3      |                      |                  |                  |                  |                  |  |                 |             |             |             |             |                 |   |       |       |       |       |
|  | Leones de Nariño         | Ind. Barranquilla     | 2                | 1                | 3      | 6                    | 9                | 15               |                  |                  |  |                 |             |             |             |             |                 |   |       |       |       |       |
|  | Leones de Nariño         |                       |                  |                  |        | 6                    | 9                | 15               |                  |                  |  |                 |             |             |             |             |                 |   |       |       |       |       |
|  | Fund. Inter de Cartagena | 6                     | 3                | 9                |        |                      |                  |                  |                  |                  |  |                 |             |             |             |             |                 |   |       |       |       |       |
|  | Fund. Inter de Cartagena | 6                     | 3                | 9                |        | Leones de Nariño     | 1                | 9                | 10 (7)           |                  |  |                 |             |             |             |             |                 |   |       |       |       |       |
|  |                          |                       |                  |                  |        | Leones de Nariño     | 1                | 9                | 10 (7)           |                  |  |                 |             |             |             |             |                 |   |       |       |       |       |
|  |                          | Ind. Barranquilla     | 7                | 3                | 10 (8) |                      |                  |                  |                  |                  |  |                 |             |             |             |             |                 |   |       |       |       |       |
|  | Ind. Barranquilla        | Ind. Barranquilla     | 7                | 3                | 10 (8) | 0                    | 2                | 2                |                  |                  |  |                 |             |             |             |             |                 |   |       |       |       |       |
|  | Ind. Barranquilla        |                       |                  |                  |        | 0                    | 2                | 2                |                  |                  |  |                 |             |             |             |             |                 |   |       |       |       |       |
|  | Lyon de Cali             | 1                     | 0                | 1                |        |                      |                  |                  |                  |                  |  |                 |             |             |             |             |                 |   |       |       |       |       |

### Octavos de final
| Octavos de final (Ida)   | Octavos de final (Ida) | Octavos de final (Ida) | Octavos de final (Ida)      | Octavos de final (Ida) | Octavos de final (Ida) | Octavos de final (Ida) |
| Local                    | Resultado              | Visitante              | Lugar                       | Fecha                  | Hora                   | Transmisión            |
| ------------------------ | ---------------------- | ---------------------- | --------------------------- | ---------------------- | ---------------------- | ---------------------- |
| Barranquilleros          | 3 : 2                  | U. Manizales           | Coliseo Sugar Baby Rojas    | 9 de junio             | 19:15                  | Sin transmisión        |
| Atl. Cauca               | 0 : 2                  | Sabaneros              | Complejo Deportivo Popayán  | 9 de junio             | 20:30                  | Sin transmisión        |
| Leones FC                | 1 : 1                  | Sport Team Club        | Coliseo El Cubo de Itagüí   | 10 de junio            | 17:00                  | Sin transmisión        |
| Lyon de Cali             | 1 : 0                  | Ind. Barranquilla      | Coliseo Mariano Ramos       | 11 de junio            | 11:00                  | Sin transmisión        |
| Fund. Inter de Cartagena | 6 : 6                  | Leones de Nariño       | Coliseo Rocky Valdez        | 11 de junio            | 13:15                  | Sin transmisión        |
| Academia Central Cajicá  | 0 : 4                  | El Carmen de Viboral   | Coliseo Fortaleza de Piedra | 12 de junio            | 14:15                  | Sin transmisión        |
| Estrellas del Deporte    | 6 : 3                  | Deportivo Meta H&H     | Coliseo Toto Hernández      | 13 de junio            | 19:30                  | Win Sports+            |
| U. Sergio Arboleda       | 2 : 3                  | Real Antioquia         | Coliseo Cayetano Cañizares  | 14 de junio            | 14:00                  | Sin transmisión        |

| Octavos de final (Vuelta) | Octavos de final (Vuelta) | Octavos de final (Vuelta) | Octavos de final (Vuelta)       | Octavos de final (Vuelta) | Octavos de final (Vuelta) | Octavos de final (Vuelta) |
| Local                     | Resultado                 | Visitante                 | Lugar                           | Fecha                     | Hora                      | Transmisión               |
| ------------------------- | ------------------------- | ------------------------- | ------------------------------- | ------------------------- | ------------------------- | ------------------------- |
| Ind. Barranquilla         | 2 : 0                     | Lyon de Cali              | Coliseo Sugar Baby Rojas        | 16 de junio               | 19:30                     | Sin transmisión           |
| El Carmen de Viboral      | 8 : 1                     | Academia Central Cajicá   | Coliseo de El Carmen de Viboral | 16 de junio               | 20:00                     | Sin transmisión           |
| Sabaneros                 | 3 : 2                     | Atl. Cauca                | Polideportivo de Las Delicias   | 16 de junio               | 20:00                     | Sin transmisión           |
| U. Manizales              | 2 : 2                     | Barranquilleros           | Coliseo Municipal de Palestina  | 17 de junio               | 19:00                     | Sin transmisión           |
| Deportivo Meta H&H        | 5 : 3                     | Estrellas del Deporte     | Coliseo UNILLANOS Barcelona     | 17 de junio               | 19:15                     | Sin transmisión           |
| Sport Team Club           | 2 (5) : (3) 2             | Leones FC                 | Coliseo Cayetano Cañizares      | 19 de junio               | 16:30                     | Win Sports+               |
| Leones de Nariño          | 9 : 3                     | Fund. Inter de Cartagena  | Coliseo Sergio Antonio Ruano    | 19 de junio               | 19:00                     | Sin transmisión           |
| Real Antioquia            | 5 : 2                     | U. Sergio Arboleda        | Coliseo Antonio Roldán          | 20 de junio               | 20:00                     | Sin transmisión           |

( ) Definición desde penales.

### Cuartos de final
| Cuartos de final (Ida) | Cuartos de final (Ida) | Cuartos de final (Ida) | Cuartos de final (Ida)     | Cuartos de final (Ida) | Cuartos de final (Ida) | Cuartos de final (Ida) |
| Local                  | Resultado              | Visitante              | Lugar                      | Fecha                  | Hora                   | Transmisión            |
| ---------------------- | ---------------------- | ---------------------- | -------------------------- | ---------------------- | ---------------------- | ---------------------- |
| Ind. Barranquilla      | 7 : 1                  | Leones de Nariño       | Coliseo Sugar Baby Rojas   | 23 de junio            | 19:30                  | Sin transmisión        |
| Barranquilleros        | 5 : 2                  | Sabaneros              | Coliseo Sugar Baby Rojas   | 24 de junio            | 19:30                  | Sin transmisión        |
| Estrellas del Deporte  | 6 : 2                  | El Carmen de Viboral   | Coliseo Toto Hernández     | 25 de junio            | 18:30                  | Win Sports+            |
| Sport Team Club        | 6 : 3                  | Real Antioquia         | Coliseo Cayetano Cañizares | 26 de junio            | 19:30                  | Win Sports+            |

| Cuartos de final (Vuelta) | Cuartos de final (Vuelta) | Cuartos de final (Vuelta) | Cuartos de final (Vuelta)       | Cuartos de final (Vuelta) | Cuartos de final (Vuelta) | Cuartos de final (Vuelta) |
| Local                     | Resultado                 | Visitante                 | Lugar                           | Fecha                     | Hora                      | Transmisión               |
| ------------------------- | ------------------------- | ------------------------- | ------------------------------- | ------------------------- | ------------------------- | ------------------------- |
| Leones de Nariño          | 9 (7) : (8) 3             | Ind. Barranquilla         | Coliseo Sergio Antonio Ruano    | 1 de julio                | 20:00                     | Sin transmisión           |
| Sabaneros                 | 7 : 1                     | Barranquilleros           | Polideportivo de Las Delicias   | 2 de julio                | 15:30                     | Sin transmisión           |
| Real Antioquia            | 3 : 4                     | Sport Team Club           | Coliseo Antonio Roldán          | 3 de julio                | 13:30                     | Win Sports+               |
| El Carmen de Viboral      | 6 : 6                     | Estrellas del Deporte     | Coliseo de El Carmen de Viboral | 3 de julio                | 18:30                     | Win Sports+               |

( ) Definición desde penales.

### Semifinales
| Semifinales (Ida)     | Semifinales (Ida) | Semifinales (Ida) | Semifinales (Ida)        | Semifinales (Ida) | Semifinales (Ida) | Semifinales (Ida) |
| Local                 | Resultado         | Visitante         | Lugar                    | Fecha             | Hora              | Transmisión       |
| --------------------- | ----------------- | ----------------- | ------------------------ | ----------------- | ----------------- | ----------------- |
| Estrellas del Deporte | 4 : 4             | Sport Team Club   | Coliseo Toto Hernández   | 9 de julio        | 17:00             | Win Sports+       |
| Ind. Barranquilla     | 2 : 2             | Sabaneros         | Coliseo Sugar Baby Rojas | 9 de julio        | 19:15             | Win Sports+       |

| Semifinales (Vuelta) | Semifinales (Vuelta) | Semifinales (Vuelta)  | Semifinales (Vuelta)          | Semifinales (Vuelta) | Semifinales (Vuelta) | Semifinales (Vuelta) |
| Local                | Resultado            | Visitante             | Lugar                         | Fecha                | Hora                 | Transmisión          |
| -------------------- | -------------------- | --------------------- | ----------------------------- | -------------------- | -------------------- | -------------------- |
| Sabaneros            | 3 : 1                | Ind. Barranquilla     | Polideportivo de Las Delicias | 16 de julio          | 13:30                | Win Sports+          |
| Sport Team Club      | 4 : 3                | Estrellas del Deporte | Coliseo Cayetano Cañizares    | 18 de julio          | 19:30                | Win Sports+          |

### Final
| Final (Ida)     | Final (Ida) | Final (Ida) | Final (Ida)                | Final (Ida) | Final (Ida) | Final (Ida) |
| Local           | Resultado   | Visitante   | Lugar                      | Fecha       | Hora        | Transmisión |
| --------------- | ----------- | ----------- | -------------------------- | ----------- | ----------- | ----------- |
| Sport Team Club | 5 : 1       | Sabaneros   | Coliseo Cayetano Cañizares | 23 de julio | 12:00 no    | Win Sports+ |

| Final (Vuelta) | Final (Vuelta) | Final (Vuelta)  | Final (Vuelta)                | Final (Vuelta) | Final (Vuelta) | Final (Vuelta) |
| Local          | Resultado      | Visitante       | Lugar                         | Fecha          | Hora           | Transmisión    |
| -------------- | -------------- | --------------- | ----------------------------- | -------------- | -------------- | -------------- |
| Sabaneros      | 3 : 7          | Sport Team Club | Polideportivo de Las Delicias | 30 de julio    | 11:50          | Win Sports+    |

|                                     |
|                                     |
| Campeón Sport Team Club 1.er título |